# 2012年ロンドンオリンピックのベナン選手団
2012年ロンドンオリンピックのベナン選手団は、2012年7月27日から8月12日までイギリスのロンドンで開催されたロンドンオリンピックベナン選手団の名簿。

## 選手団
- 人員: 選手 5人
- 開会式旗手: Jacob Gnahoui

## 種目別選手・スタッフ名簿及び成績

### 陸上競技
- Mathieu Gnanligo（男子400m）途中棄権
- オディル・アフワンワノ（女子100mハードル）14秒76 予選敗退

### ボクシング
- Shafiq Chitou（男子ライト級）第1回戦敗退

### 柔道
- Jacob Gnahoui（男子60kg級）第1回戦敗退

### 競泳
- Wilfried Tevoedjre（男子50m自由形）29秒77 予選敗退